# Желенки

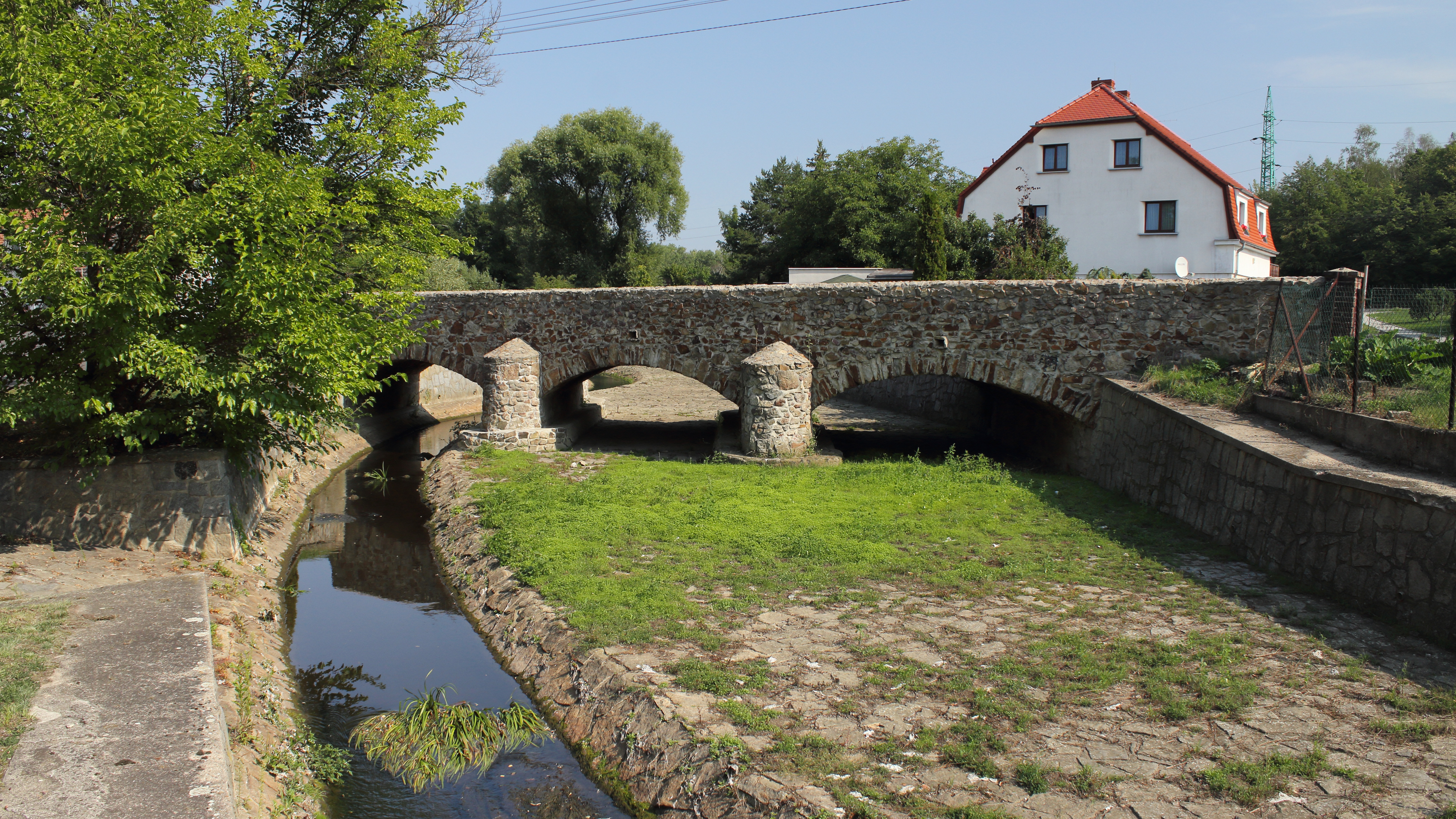
Каменный трёхполосный мост в Желенках

Желенки (чеш. Želénky) — деревня и часть муниципалитета Забрушаны в районе Теплице Устецкого края Чешской Республики. Находится в 1 км к юго-западу от Забрушан в Северо-Чешской котловине. Желенки расположены в долине ручья Боуржливец (Катценбах или Кошачий ручей). На востоке на горе Ротен (Желенский Копец) поднимается карьер Конкордия, а на западе — карьер Фучик (226 м).
В результате Мюнхенского соглашения Желенки были включены в состав Германской империи в 1938 году. Забрушаны и Железенки были объединены 1 апреля 1943 года в одну деревню, которая получила совершенно новое название Нойберген. В то время в новообразованной деревне проживало около двух с половиной тысяч жителей. До 1945 года входила в состав района Духцов. После окончания Второй мировой войны это место вернулось к Чехословакии. В 1950 году в Желенках проживало 749 жителей, в 1960 году — 698 человек. После роспуска Района Духцов в 1961 году Желенки были переданы Району Теплице и в том же году присоединены к Забрушанам.
Желенский Копец это один из важнейших археологических памятников Чехии, находки которых датируются периодом от палеолита до IX века. На нем были открыты поселения кновизской культуры эпохи бронзового века, а также раннехристианский курган с богатыми и необычными украшениями из золота. По характеру и деталям пышной погребальной обрядности срубные камерные ориентированные на запад древнейшие трупоположения в Киеве и на Среднем Поднепровье имеют прямые аналогии в раннехристианских памятниках на территории Великой Моравии в Желенках, Колине, Поганьско, Старом месте, Микульчице, Скалице и Стара-Коуржим. Серебряные оковки турьих рогов из Чёрной могилы и оковки рукояти меча из дружинной могилы близ Золотых ворот в Киеве имеют такие же орнаментальные мотивы как на некоторых поясных бляхах и наконечниках из Желенок, Микульчицкого городища, Поганьско, Старе-Места и, особенно, на типичных великоморавских украшениях-пуговицах — гомбиках, находки которых сосредоточиваются в области трёх крупных южноморавских центров и далее в Средней Чехии и Юго-Западной Словакии. И древнерусские, и моравско-чешские группы находок этого стиля возникли на основе одинакового причерноморского и иранского происхождения, которое нашло отражение в орнаментации золотых сосудов из Надьсентмиклошского клада.

## Население
| Год  | Численность | Численность |
| ---- | ----------- | ----------- |
| 1869 | 209         | [ 6 ]       |
| 1880 | 317         | [ 6 ]       |
| 1890 | 527         | [ 6 ]       |
| 1900 | 1016        | [ 6 ]       |
| 1910 | 1002        | [ 6 ]       |
| 1921 | 986         | [ 6 ]       |
| 1930 | 1229        | [ 6 ]       |
| 1950 | 749         | [ 6 ]       |
| 1961 | 698         | [ 6 ]       |
| 1970 | 523         | [ 6 ]       |
| 1980 | 378         | [ 6 ]       |
| 1991 | 353         | [ 6 ]       |
| 2001 | 339         | [ 6 ]       |
| 2011 | 337         | [ 6 ]       |
| 2021 | 387         | [ 7 ]       |